# Pediculosis de la cabeza
Infestación de piojos de la cabeza o del cuero cabelludo (conocida también como pediculosis capitis, o infestación de liendres) es la infección del pelo de la cabeza y el cuero cabelludo por el Anthropophthirus capitis. Picos de piel o comezones de los picos de piojos es común. La comezón o pico de piel quizás no aparece hasta seis semanas después del inicio de la primera infección de una persona. Si una persona está infectada de nuevo los síntomas se pueden reaparecer con mucha más velocidad. El comezón o pico de piel puede causar problemas con el sueño. Generalmente, sin embargo, no es una condición seria. Mientras parece que piojos siembran algunas otras enfermedades en África, lo mismo no ocurre en Europa o América del Norte.

## Causa y diagnóstico
Se siembran los piojos por contacto directo con el pelo de alguna persona que ya está infestada. La causa de infestaciones de piojos no se relaciona con la limpieza. Otros animales, como gatos y perros, no tocan un papel en la transmisión de la enfermedad. Los piojos sólo toman la sangre de seres humanos y sólo pueden sobrevivir en el pelo humano. Ya adultos, los piojos tienen una longitud de 3 mm long. Cuando no están pegados a un ser humano no pueden vivir más de tres días. El Pediculus humanus humanus (piojo del cuerpo) y Pthirus pubis son los otros dos tipos de piojos que pueden infectar al ser humano. Para hacer el diagnóstico, es necesario conseguir piojos vivos. Usar un peine puede ayudar a detectar los piojos. Cáscaras de huevo vacías (conocidas como liendres) no son suficientes para hacer un diagnóstico.

## Tratamiento

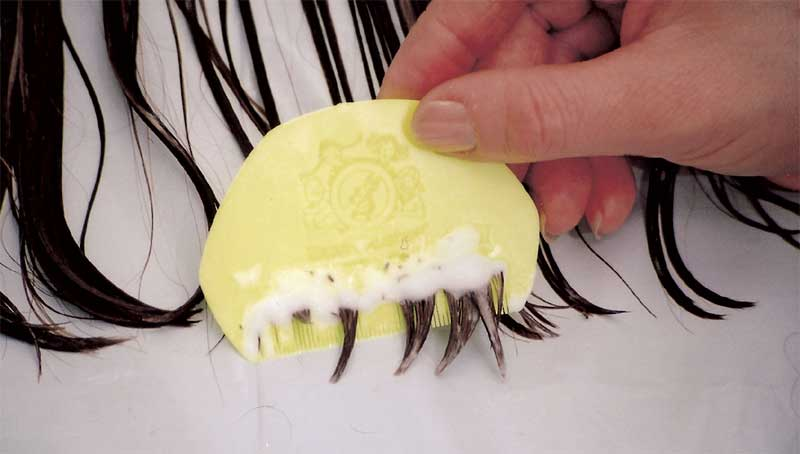
Peine para piojos (Bug Buster) peinado húmedo con acondicionador para diagnóstico y tratamiento. Los piojos se pueden ver en la espuma.

Tratamientos disponibles incluyen: peinar la cabeza frecuentemente con un peine fino, o rapando la cabeza por completo. Hay un número de medicamentos que se aplican directamente al área infectada, que incluyen malatión, ivermectina y dimeticona, que es un aceite de silicona y, muchas veces, es preferida por tener menos efectos secundarios. Se han usado a menudo piretroides como permetrina; sin embargo, el aumento de resistencia hace estos medicamentos menos efectivos. Hay poca evidencia de la eficacia de la medicina alternativa.
Las infestaciones de piojos son comunes, especialmente en los niños. En Europa, infectan entre 1 y 20% de grupos diferentes de personas. En los Estados Unidos, entre 6 y 12 millones de niños están infectados cada año. Ocurre más en niñas que en niños. Se ha sugerido que históricamente, la infestación de piojos fue de beneficio porque protegió contra el más peligroso piojo del cuerpo. Una infestación puede causar una estigmatización de la persona infectada.